# Joaquín Bernadó Bertomeu
Joaquín Bernadó Bertomeu (Santa Coloma de Gramanet, Barcelona; 16 de agosto de 1935 - Madrid, 21 de febrero de 2022) fue un torero español. En Monumental de Barcelona llegó a torear en 243 ocasiones. En México ha sido el torero español que más veces ha toreado: 155 ocasiones.

## Biografía
Debutó en Manresa, en 1950; y con caballos en Ledesma (Salamanca), el 15 de mayo de 1953. Actuó como novillero en Las Ventas el 23 de junio de 1955, cortando una oreja. Tomó la alternativa en Castellón de la Plana el 4 de marzo de 1956, con Antonio Bienvenida de padrino y Julio Aparicio Martínez como testigo, con el toro Carolo de M. Arranz. Le confirmaron en Las Ventas el 10 de junio de 1956, con Mario Carrión de padrino y Joselito Huerta como testigo, con toros de la ganadería de El Pizarral. 
Torero de fina elegancia y depurado arte, con maestría, gran veroniqueador, honesto y calidad. Ha sido el mejor torero catalán de la historia, creador de la bernadina. Fue el cuarto torero que en más ocasiones ha actuado en Las Ventas, con 66 tardes, y el torero español con más actuaciones en México, con 14 tardes en Plaza México. Tuvo cuatro percances de importancia (Córdoba-1957; Barcelona-1962 y 1964 y Madrid-1980). Entre sus faenas destacadas señalar el encierro con seis toros Miuras en la Monumental de Barcelona el 3 de septiembre de 1972. También en 1972 lidió los toros de La Punta en Aguascalientes, en la corrida con mayor promedio de kilos por toro de la historia de México (650 kg de media), junto a Jesús Solórzano y Fabián Ruiz.
Se retiró al finalizar la temporada 1983, concretamente el 24 de septiembre en la Monumental de Barcelona. Fue un activo defensor de la tauromaquia en Cataluña e hizo funciones de comentarista en las corridas televisadas de Telemadrid. También fue profesor de la Escuela Taurina de Madrid.

## Vida privada
Se casó con la bailaora María Albaicín, hija del torero Rafael Albaicín.